# Golf des volcans
Le golf des Volcans est situé à Orcines au cœur du Parc naturel régional des volcans d'Auvergne en France. Il se compose d'un parcours de 18 trous "les Bruyères", d'un 9 trous "le Pariou" de taille compacte, un troisième parcours de 9 trous nommé "les Fougères" est en cours de construction. 
Il a pour parrain Jean Garaialde.

## Histoire
Le Golf des Volcans a été mis en chantier en 1981 par Lucien Roux pour pallier le nombre croissant de membres du Golf de Charade. En 1984, 9 trous furent ouverts; ce qui permit la première compétition du Golf des volcans. Le club-house ouvrit ses portes en 1986 au même moment que la fin des travaux du 18 trous "les Bruyères". Le parcours "Le Pariou" fut mis en service en 1988. Depuis 2002, le troisième parcours  est en construction dont 6 de ses trous sont jouables. En 2004, le club fêta ses 20 ans.

## Description

### Parcours "les Bruyères"
- 18 trous
- Par: 72
- Slope: 129 à 122
- Longueurs : 6495 mètres des repères noirs et 5312 mètres des repères bleus[2]
- Architecte : Lucien Roux
- Achevé en 1986
- Records : Ronald Stelten (États-Unis) 63 coups, chez les professionnels et Bertrand Noël (France) 67 coups, chez les amateurs

### Parcours "le Pariou"
- 9 trous
- Par : 29
- Longueurs : 1377 m des repères blancs et 1173 m des repères bleus
- Homologué compact et Pitch and Putt
- Architecte :  Lucien Roux
- Achevé en 1988

### Parcours "les Fougères"
- 6 trous (9 en construction)
- Par : 22 (pour le 6 trous)
- Longueurs : 2985 mètres
- Architecte : Lucien Roux

### Installations
Le Golf des volcans dispose d'un club-house avec un restaurant, un salon et une large terrasse avec vue sur le Puy de Dôme, de vestiaires équipés de douches, d'un Pro-shop ainsi que d'un practice de 40 postes, dont 20 couverts, 4 putting greens, des pitching et des bunkers d'entraînement. Également, un chalet entièrement équipé de vidéo et rétroprojecteur, écran, paper-board, etc est dédié aux séminaires et réunions professionnelles pour une capacité de 25 personnes.

## Compétition
Durant 16 années, de 1992 à 2007 le golf a accueilli l'Open des volcans, compétition internationale inscrite aux calendriers de l'AGF-Allianz golf Tour et du Challenge Tour.